# راینیکندورف (لوکالیتی)
راینیکندورف (به آلمانی: Berlin-Reinickendorf) یک منطقهٔ مسکونی در آلمان است که در راینیکندورف واقع شده‌است. راینیکندورف ۷۲٬۸۵۹ نفر جمعیت دارد.